# الخريب
الخريب وأيضاً تنطق لخريب هي قرية قطرية تقع في بلدية الشحانية، وأقرب مدينة لها هي مدينة الشحانية، حيث تبعد عنها بمسافة 7 كيلو متر. تاريخياً أول من سكن هذه القرية هم قبيلة الدواسر في قطر.

## أصل التسمية
وفقًا لوزارة البلدية والبيئة فإن كلمة «خريب» مشتقة من الكلمة العربية «الخراب». تم إطلاق هذا الاسم للمنطقة لأنه خلال موسم الأمطار، تغمر المياه المنطقة بالكامل، مسببةً، صعوبةً في الحركة وضررًا للنباتات المحلية.

## لمحة تاريخية
وصف المؤرخ الجغرافي البريطاني جون غوردون لوريمر في كتابه دليل الخليج، منطقة الخريب بانها على بعد 19 ميلًا جنوب غرب خور شقيق و16 ميلًا شرقًا من الساحل الشرقي. ويصفها بأنها أرض للتخييم البدوي حيث يمكن الحصول على المياه الصالحة للشرب على عمق أقلّ من 30 متر حجارة سطح الأرض.

## الموقع الجغرافي
تقع بالقرب من مدينة الشحانية على بعد 7 كيلو متر إلى جهة الجنوب، وتبعد 40 كيلو متر عن الدوحة عاصمة دولة قطر. بعد ظهور النفط في منطقة دخان في العام 1939م، حفرت بئرين في منطفة الخريب في العام 1953م، لكن كان الناتج دون المتوقع الأمر الذي دفع المستكشفين إلى مواصلة اكتشافتهم إلى جهة الشمال. تقع في منطقة الخريب محمية الدوسري الطبيعية، التي تعد من الأماكن السياحية والتراثية في دولة قطر.

## البنية التحتية
الخدمات الأساسية مثل المياه والكهرباء هي دون المستوى. وكذلك تعد إزالة النفايات مشكلة في القرية، حيث أنها غالباً ما تتراكم مسببةً عرقلة في شوارعها. توجد متاجر قليلة في المنطقة. يوجد بمنطقة الخريب أكبر مجمع للأغنام في قطر، وفي السنوات الأخيرة أنشأت الحكومة مستودعًا لتخزين الأعلاف. حتى الآن يوجد مستشفى بيطري حتى الآن في المنطقة.